# Sherburne Gillette Hopkins
Sherburne Gillette Hopkins (5 de octubre de 1867, Washington - 23 de junio de 1932), llamado por los diplomáticos norteamericanos agregados al gobierno de México el abogado de las revoluciones latinoamericanas fabricadas en Estados Unidos, fue un abogado dedicado al contrabando de armas que lucró de las subversiones armadas en Chile, Guatemala, y Honduras, pero fue en México haciendo negocios con revolucionarios como Madero y Carranza donde amasó una gran fortuna.

## Inicios
Nacido y criado en Washington D. C. como un típico estadounidense, fue educado dentro del establishment de su país para convertirse en socio de la prestigiosa firma legal Hopkins and Hopkins, no satisfecho con sus más que moderados ingresos participó en un contrabando de armas en apoyo de un grupo de revolucionarios que intentaban derrocar al gobierno de Chile en 1891, pero su interés por los asuntos políticos latinoamericanos se vio reforzado por su participación en la guerra con España en 1898, además de una extraña afinidad por derrocar el orden establecido de otros países, que despertaba en él una sed de aventura que no le ofrecía la aburrida estabilidad de su país.
La firma legal de Hopkins comenzó a representar a grupos subversivos de Guatemala y Honduras que buscaban derrocar a cuanto gobierno estuviere en el poder, estableciendo contacto con líderes financieros y comerciales con el fin de proveer de armas y pertrechos, además de buscar el apoyo de los medios en su país y cabildear en las altas esferas del gobierno en favor de los movimientos rebeldes que en pago le entregaban importantes sumas de dinero.

## Participación en la Revolución Mexicana
Gustavo A. Madero hizo tratos con Hopkins quien había sido recomendado a su hermano Francisco por agentes de Wall Street, con el fin de proveer de armas a la revolución y de crear un ambiente favorable en el público norteamericano. Gustavo Madero sabía con quien trataba: un abogado que no destacaba por ganar todos los casos, era un mal administrador y no estaba comprometido con ninguna causa, pero si se trataba de establecer los contactos para organizar una revolución latinoamericana, Hopkins era el hombre, siempre y cuando aceptaran su precio. Hopkins, obtuvo un financiamiento de 50 mil dólares, proveedores de armas confiables, reporteros tendenciosos en los medios nacionales a la causa revolucionaria y una labor de cabildeo ante el Congreso para no hacer efectiva el Acta de Neutralidad. 
Los tratos de Hopkins con los Madero se vieron interrumpidos cuando Henry Lane Wilson decide apoyar el golpe de Estado de Huerta que finalmente condujo a la muerte de los dos hermanos revolucionarios. El tortuoso y cruel martirio de Gustavo A. Madero quien fue entre humillaciones molido a golpes, su único ojo sacado y finalmente asesinado, hizo que Hopkins amigo de Gustavo, lo tomara personal.
Después de apoyar a Francisco Villa, Hopkins adoptó una identidad secreta escondiéndose con seudónimos y escribiendo con mensajes cifrados para evitar el ya organizado servicio secreto del gobierno bajo Obregón. Su gran amigo José Vasconselos, quien estuvo a cargo del servicio de inteligencia mexicano, comentaba del que con frecuencia viajaba a Guatemala o a Honduras, donde se había creado clientela, y a fuerza de hacer y deshacer desde Washington rebeliones y conspiraciones centroamericanas, se había hecho perito en el oficio de manejar la propaganda periodística.
En los años veinte Hopkins dejó los asuntos latinoamericanos para ejercer el oficio que bien conocía como agente de un grupo subversivo en Georgia y Azerbaiyán, que buscaban su independencia de la Unión Soviética. 
Falleció a los 66 años el 23 de junio de 1932.